# Alberi monumentali della Lombardia
Gli alberi monumentali della Lombardia sono tutelati dalla legge 14 gennaio 2013, n. 10 e dal relativo decreto attuativo 23 ottobre 2014.
Sono considerati alberi monumentali:
- gli alberi isolati o facenti parte di formazioni boschive naturali o artificiali che per età o dimensioni possono essere considerati come rari esempi di maestosità o longevità;
- gli alberi che hanno un preciso riferimento a eventi o memorie rilevanti dal punto di vista storico o culturale o a tradizioni locali.

## Città metropolitana di Milano
| Denominazione dell'albero | Immagine | Genere e specie              | Nome comune            | Altezza (in m) | Circonferenza (in cm) | Data di impianto | Comune                  | Località                                            | Coordinate                | Altitudine | Note |
| ------------------------- | -------- | ---------------------------- | ---------------------- | -------------- | --------------------- | ---------------- | ----------------------- | --------------------------------------------------- | ------------------------- | ---------- | ---- |
| n.d.                      |          | Celtis australis             | Bagolaro               | 24             | 255                   | n.d.             | Arluno                  | Via Martiri della Libertà di fronte n.12            | n.d.                      | 156        |      |
| n.d.                      |          | Taxus baccata                | Tasso baccato          | 28             | 275                   | n.d.             | Bareggio                | Via Vassallo, 35                                    | n.d.                      | 138        |      |
| n.d.                      |          | Quercus rubra                | Quercia rossa          | 17             | 180                   | n.ted.           | Binasco                 | Via Leopardi /Via Martiri di Ungheria               | n.d.                      | 101        |      |
| Cedro di Villa Calderari  |          | Cedrus atlantica             | Cedro dell'Atlante     | 31             | 550                   | c. 1800          | Boffalora sopra Ticino  | Villa Calderari - Oratorio                          | n.d.                      | 142        |      |
| n.d.                      |          | Celtis australis             | Bagolaro               | 18             | 310                   | n.d.             | Bresso                  | Via Vittorio Veneto (Parco Rivolta)                 | n.d.                      | 142        |      |
| n.d.                      |          | Populus nigra                | Pioppo nero            | 32             | 360                   | n.d.             | Buccinasco              | Rovido, Via Per Rovido (ingresso Viscontina)        | n.d.                      | 113        |      |
| n.d.                      |          | Populus                      | Pioppo                 | 25             | 400                   | n.d.             | Buccinasco              | Via Tiziano, 26                                     | n.d.                      | 113        |      |
| n.d.                      |          | Populus                      | Pioppo                 | 30             | 500                   | n.d.             | Buccinasco              | Via Tiziano, 26                                     | n.d.                      | 113        |      |
| n.d.                      |          | Populus                      | Pioppo                 | 25             | 350                   | n.d.             | Buccinasco              | Via Tiziano, 26                                     | n.d.                      | 113        |      |
| n.d.                      |          | Ostrya carpinifolia          | Carpino nero           | 24             | 190                   | n.d.             | Buscate                 | Via Garibaldi, 9                                    | n.d.                      | 176        |      |
| n.d.                      |          | Cedrus deodara               | Cedro dell'Himalaya    | 24             | 245                   | n.d.             | Bussero                 | Villa Redaelli, Via San Francesco, 4                | n.d.                      | 141        |      |
| n.d.                      |          | Morus nigra                  | Gelso nero             | 6              | 220                   | n.d.             | Bussero                 | Via XXV aprile, 4                                   | n.d.                      | 141        |      |
| n.d.                      |          | Cedrus atlantica             | Cedro dell'Atlante     | 22             | 220                   | n.d.             | Bussero                 | Villa Redaelli, Via San Francesco, 4                | n.d.                      | 141        |      |
| n.d.                      |          | Celtis australis             | Bagolaro               | 27             | 310                   | n.d.             | Busto Garolfo           | Via Busto Arsizio, di fronte n. 16-18               | n.d.                      | 180        |      |
| n.d.                      |          | Cedrus libani                | Cedro del Libano       | 36             | 535                   | n.d.             | Cassano d'Adda          | Groppello, Via D'Azeglio, 38                        | n.d.                      | 133        |      |
| n.d.                      |          | Morus alba                   | Gelso bianco           | 15             | 420                   | XVII secolo      | Cassano d'Adda          | Piazza Perrucchetti                                 | 45°31′33.1″N 9°31′24.42″E | 133        |      |
| Quercia della Bardena     |          | Quercus palustris            | Quercia palustre       | 36             | 470                   | c. 1832          | Cassinetta di Lugagnano | Cascina Bardena                                     | n.d.                      | 125        |      |
| n.d.                      |          | Celtis australis             | Bagolaro               | 26             | 360                   | n.d.             | Cernusco sul Naviglio   | Via Cavour, 51                                      | n.d.                      | 133        |      |
| n.d.                      |          | Carpinus betulus             | Carpino bianco         | 13             | 300                   | n.d.             | Cernusco sul Naviglio   | Via Cavour, 8                                       | n.d.                      | 133        |      |
| n.d.                      |          | Quercus rubra                | Quercia rossa          | 30             | 430                   | n.d.             | Cernusco sul Naviglio   | Via Cavour, 51                                      | n.d.                      | 133        |      |
| n.d.                      |          | Populus nigra                | Pioppo nero            | 30             | 400                   | n.d.             | Cernusco sul Naviglio   | Cascina Lenzuoletta                                 | n.d.                      | 133        |      |
| n.d.                      |          | Cedrus libani                | Cedro del Libano       | 27             | 680                   | n.d.             | Cernusco sul Naviglio   | Ronco, Via Taverna, 1                               | n.d.                      | 133        |      |
| n.d.                      |          | Cedrus deodara               | Cedro dell'Himalaya    | 27             | 380                   | n.d.             | Cernusco sul Naviglio   | Ospedale A. Uboldo                                  | n.d.                      | 133        |      |
| n.d.                      |          | Magnolia grandiflora         | Magnolia               | 15             | 240                   | n.d.             | Cernusco sul Naviglio   | Ospedale A. Uboldo                                  | n.d.                      | 133        |      |
| n.d.                      |          | Aesculus hippocastanum       | Ippocastano            | 23             | 305                   | n.d.             | Cernusco sul Naviglio   | Ospedale A. Uboldo                                  | n.d.                      | 133        |      |
| n.d.                      |          | Celtis australis             | Bagolaro               | 23             | 270                   | n.d.             | Cesano Boscone          | Villa Marazzi, via Roma                             | n.d.                      | 119        |      |
| n.d.                      |          | Magnolia grandiflora         | Magnolia               | n.d            | 249                   | n.d.             | Cesano Boscone          | Villa Marazzi, via Roma                             | n.d.                      | 119        |      |
| n.d.                      |          | Cedrus atlantica             | Cedro dell'Atlante     | 33             | 400                   | n.d.             | Cesate                  | Via Roma, di fronte al n. 13                        | n.d.                      | 192        |      |
| n.d.                      |          | Taxus baccata                | Tasso comune           | 25             | 235                   | n.d.             | Cinisello Balsamo       | Via Frova, 10                                       | n.d.                      | 154        |      |
| n.d.                      |          | Celtis australis             | Bagolaro               | 28             | 420                   | n.d.             | Cologno Monzese         | Villa Citterio, via Galilei                         | n.d.                      | 131        |      |
| n.d.                      |          | Calocedrus decurrens         | Cedro della California | 21             | 210                   | c. 1850          | Corbetta                | Castelletto                                         | n.d.                      | 140        |      |
| n.d.                      |          | Platanus acerifolia          | Platano di Spagna      | 36             | 370                   | c. 1930          | Corbetta                | Castelletto                                         | n.d.                      | 140        |      |
| n.d.                      |          | Cedrus libani                | Cedro del Libano       | 38             | 410                   | c. 1800          | Corbetta                | Villa Borri Manzoli                                 | n.d.                      | 140        |      |
| n.d.                      |          | Quercus robur                | Farnia                 | 26             | 290                   | c. 1800          | Corbetta                | Villa Borri Manzoli                                 | n.d.                      | 140        |      |
| n.d.                      |          | Populus alba                 | Pioppo bianco          | 18             | 210                   | n.d.             | Cormano                 | Via Zara                                            | n.d.                      | 149        |      |
| n.d.                      |          | Pterocarya fraxinifolia      | Noce del Caucaso       | 21             | 540                   | n.d.             | Cornaredo               | San Pietro all'Olmo, Via Marconi 7                  | n.d.                      | 145        |      |
| n.d.                      |          | Zelkova carpinifolia         | Zelkova                | 34             | 460                   | c. 1800          | Cornaredo               | San Pietro all'Olmo, Villa Dubini, piazza Dubini, 5 | n.d.                      | 145        |      |
| n.d.                      |          | Celtis australis             | Bagolaro               | 30             | 570                   | n.d.             | Cornaredo               | San Pietro all'Olmo, Villa Dubini, piazza Dubini, 5 | n.d.                      | 145        |      |
| n.d.                      |          | Metasequoia glyptostroboides | Metasequoia            | 30             | 350                   | n.d.             | Cornaredo               | San Pietro all'Olmo, Villa Dubini, piazza Dubini, 5 | n.d.                      | 145        |      |
| n.d.                      |          | Pterocarya fraxinifolia      | Noce del Caucaso       | n.d.           | 434                   | n.d.             | Cornaredo               | Parco pubblico Mendez, Via San Siro                 | n.d.                      | 145        |      |
| n.d.                      |          | Populus nigra                | Pioppo nero            | 20             | 380                   | n.d.             | Corsico                 | Parco Comunale Giorgella                            | n.d.                      | 113        |      |
| n.d.                      |          | Thuja gigantea               | Tuia gigante           | 30             | 480                   | c. 1828          | Cuggiono                | Centro abitato                                      | n.d.                      | 157        |      |
| Cedro di Villa Annoni     |          | Cedrus atlantica             | Cedro dell'Atlante     | 24             | 500                   | 1809             | Cuggiono                | Villa Annoni                                        | n.d.                      | 157        |      |
| n.d.                      |          | Populus nigra                | Pioppo nero            | 30             | 280                   | n.d.             | Cusago                  | Via Manzoni                                         | n.d.                      | 126        |      |
| n.d.                      |          | Cedrus libani                | Cedro del Libano       | 26             | 500                   | n.d.             | Cusano Milanino         | Piazza della Rosa                                   | n.d.                      | 153        |      |
| n.d.                      |          | Cedrus atlantica             | Cedro dell'Atlante     | 28             | 300                   | c. 1930          | Dairago                 | Via Carroccio, 8                                    | n.d.                      | 196        |      |
| n.d.                      |          | Populus nigra                | Pioppo nero            | 25             | 290                   | n.d.             | Gaggiano                | Via Volta, 78                                       | n.d.                      | 117        |      |
| n.d.                      |          | Tilia cordata                | Tiglio                 | 28             | 305                   | n.d.             | Garbagnate Milanese     | Piazza del Santuario                                | n.d.                      | 179        |      |
| n.d.                      |          | Cedrus deodara               | Cedro dell'Himalaya    | 24             | 310                   | n.d.             | Gorgonzola              | Via Bellini                                         | n.d.                      | 133        |      |
| n.d.                      |          | Ginkgo biloba                | Ginkgo                 | 25             | 400                   | n.d.             | Gorgonzola              | Via del Parco                                       | n.d.                      | 133        |      |
| n.d.                      |          | Liriodendron tulipifera      | Liriodendro            | 27             | 395                   | n.d.             | Gorgonzola              | Villa Sola Cabiati                                  | n.d.                      | 133        |      |
| n.d.                      |          | Platanus acerifolia          | Platano di Spagna      | 25             | 385                   | n.d.             | Gorgonzola              | Villa Sola Cabiati                                  | n.d.                      | 133        |      |
| n.d.                      |          | Celtis australis             | Bagolaro               | 23             | 430                   | n.d.             | Gorgonzola              | Villa Sola Cabiati                                  | n.d.                      | 133        |      |
| n.d.                      |          | Celtis australis             | Bagolaro               | 23             | 350                   | n.d.             | Gorgonzola              | Villa Sola Cabiati                                  | n.d.                      | 133        |      |
| n.d.                      |          | Celtis australis             | Bagolaro               | 23             | 360                   | n.d.             | Gorgonzola              | Villa Sola Cabiati                                  | n.d.                      | 133        |      |
| n.d.                      |          | Quercus robur                | Farnia                 | 31             | 260                   | c.1800           | Inveruno                | Via Marcora, 40                                     | n.d.                      | 161        |      |
| n.d.                      |          | Quercus robur                | Farnia                 | 23             | 310                   | c.1800           | Inveruno                | Via Marcora, 40                                     | n.d.                      | 161        |      |
| n.d.                      |          | Cedrus libani                | Cedro del Libano       | 39             | 490                   | n.d.             | Inveruno                | Via Marcora, 40                                     | n.d.                      | 161        |      |
| n.d.                      |          | Quercus rubra                | Quercia rossa          | 27             | 310                   | n.d.             | Inzago                  | Cascina Campiona                                    | n.d.                      | 161        |      |
| n.d.                      |          | Quercus rubra                | Quercia rossa          | 27             | 305                   | c.1700           | Inzago                  | Via Umberto I, 2A                                   | n.d.                      | 161        |      |
| n.d.                      |          | Ginkgo biloba                | Ginkgo                 | 26             | 165                   | n.d.             | Inzago                  | Via Umberto I, 2A                                   | n.d.                      | 161        |      |
| n.d.                      |          | Cercis siliquastrum          | Albero di Giuda        | 20             | 270                   | n.d.             | Inzago                  | Via Umberto I, 2A                                   | n.d.                      | 161        |      |
| n.d.                      |          | Liriodendron tulipifera      | Liriodendro            | 28             | 360                   | c. 1700          | Inzago                  | Via Umberto I, 2A                                   | n.d.                      | 161        |      |
| n.d.                      |          | Acer campestre               | Acero campestre        | 13             | 165                   | c. 1900          | Inzago                  | Via Umberto I, 2A                                   | n.d.                      | 161        |      |
| n.d.                      |          | Quercus petraea              | Rovere                 | 27             | 460                   | n.d.             | Lacchiarella            | Villa Borromeo                                      | n.d.                      | 99         |      |
| n.d.                      |          | Quercus petraea              | Rovere                 | 29             | 400                   | n.d.             | Lacchiarella            | Villa Borromeo                                      | n.d.                      | 99         |      |
| n.d.                      |          | Quercus rubra                | Quercia rossa          | 24             | 270                   | n.d.             | Lacchiarella            | Villa Borromeo                                      | n.d.                      | 99         |      |
| n.d.                      |          | Aesculus hippocastanum       | Ippocastano            | 18             | 350                   | n.d.             | Lacchiarella            | Villa Borromeo                                      | n.d.                      | 99         |      |
| n.d.                      |          | Populus nigra                | Pioppo nero            | 28             | 380                   | n.d.             | Lacchiarella            | Villamaggiore, via Cascina                          | n.d.                      | 99         |      |
| n.d.                      |          | Salix alba                   | Salice bianco          | 17             | 240                   | n.d.             | Lacchiarella            | Villamaggiore, via Villamaggiore                    | n.d.                      | 99         |      |
| Ginkgo di Villa Litta     |          | Ginkgo biloba                | Ginkgo                 | 26             | 420                   | c. 1700          | Lainate                 | Villa Visconti Borromeo Arese Litta                 | n.d.                      | 163        |      |
| n.d.                      |          | Tilia cordata                | Tiglio                 | 32             | 290                   | n.d.             | Lainate                 | Barbaiana                                           | n.d.                      | 163        |      |
| n.d.                      |          | Fagus sylvatica              | Faggio                 | 24             | 490                   | c. 1850          | Legnano                 | Via IV novembre                                     | n.d.                      | 199        |      |
| n.d.                      |          | Fagus sylvatica              | Faggio                 | 30             | 290                   | n.d.             | Legnano                 | Ex sanatorio, Via Colli Sant'Erasmo, 29             | n.d.                      | 199        |      |
| n.d.                      |          | Fagus sylvatica              | Faggio                 | 21             | 310                   | n.d.             | Legnano                 | Ex sanatorio, Via Colli Sant'Erasmo, 29             | n.d.                      | 199        |      |
| n.d.                      |          | Tilia × europaea             | Tiglio                 | 32             | 290                   | n.d.             | Legnano                 | Ex sanatorio, Via Colli Sant'Erasmo, 29             | n.d.                      | 199        |      |
| n.d.                      |          | Cedrus deodara               | Cedro dell'Himalaya    | 29             | 270                   | n.d.             | Locate di Triulzi       | Piazza Gramsci                                      | n.d.                      | 96         |      |
| n.d.                      |          | Cedrus atlantica             | Cedro dell'Atlante     | n.d.           | 360                   | n.d.             | Magnago                 | Villa Treccani                                      | n.d.                      | 197        |      |
| Cedro di Triginto         |          | Cedrus deodara               | Cedro dell'Himalaya    | 35             | 300                   | n.d.             | Mediglia                | Triginto, Piazza della Chiesa                       | n.d.                      | 95         |      |
| n.d.                      |          | Populus nigra                | Pioppo nero            | 35             | 315                   | n.d.             | Melegnano               | Via per Carpiano, angolo via F.lli Cervi            | n.d.                      | 88         |      |
| n.d.                      |          | Cedrus libani                | Cedro del Libano       | 18             | 263                   | n.d.             | Melegnano               | Via Cerchia Vecchia, 2                              | n.d.                      | 88         |      |
| n.d.                      |          | Cedrus libani                | Cedro del Libano       | 26             | 390                   | c. 1900          | Melzo                   | Via Manzoni, 1                                      | n.d.                      | 118        |      |
| n.d.                      |          | Cercis siliquastrum          | Albero di Giuda        | 12             | 160                   | n.d.             | Milano                  | Largo Carabinieri d'Italia                          | n.d.                      | 122        |      |
| n.d.                      |          | Ulmus minor                  | Olmo campestre         | 19             | 208                   | n.d.             | Milano                  | Via Grancini                                        | n.d.                      | 122        |      |
| n.d.                      |          | Platanus acerifolia          | Platano di Spagna      | 32             | 410                   | n.d.             | Milano                  | Piazza Grandi                                       | n.d.                      | 122        |      |
| n.d.                      |          | Celtis australis             | Bagolaro               | 34             | 280                   | n.d.             | Milano                  | Piazzale Martini                                    | n.d.                      | 122        |      |
| n.d.                      |          | Platanus acerifolia          | Platano di Spagna      | 45             | 375                   | n.d.             | Milano                  | Piazzale Libia                                      | n.d.                      | 122        |      |
| n.d.                      |          | Tilia × europaea             | Tiglio                 | 37             | 300                   | n.d.             | Milano                  | Piazzale Libia                                      | n.d.                      | 122        |      |
| n.d.                      |          | Ulmus minor                  | Olmo campestre         | 43             | 280                   | n.d.             | Milano                  | Piazzale Martini                                    | n.d.                      | 122        |      |
| n.d.                      |          | Ulmus minor                  | Olmo campestre         | 18             | 230                   | n.d.             | Milano                  | Piazza Napoli                                       | n.d.                      | 122        |      |
| n.d.                      |          | Magnolia grandiflora         | Magnolia               | 18             | 140                   | n.d.             | Milano                  | Piazzale Ospedale Maggiore, 3                       | n.d.                      | 122        |      |
| n.d.                      |          | Platanus acerifolia          | Platano di Spagna      | 33             | 280                   | n.d.             | Milano                  | Piazzale Rosa                                       | n.d.                      | 122        |      |
| n.d.                      |          | Catalpa bignonioides         | Catalpa                | 26             | 350                   | n.d.             | Milano                  | Via F. Sforza                                       | n.d.                      | 122        |      |
| n.d.                      |          | Robinia pseudoacacia         | Robinia                | 19             | 265                   | n.d.             | Milano                  | Via San Vittore                                     | n.d.                      | 122        |      |
| n.d.                      |          | Celtis australis             | Bagolaro               | 18             | 251                   | n.d.             | Milano                  | Via VI Febbraio                                     | n.d.                      | 122        |      |
| n.d.                      |          | Quercus rubra                | Quercia rossa          | 16             | 170                   | n.d.             | Milano                  | Piazza Tripoli                                      | n.d.                      | 122        |      |
| n.d.                      |          | Metasequoia glyptostroboides | Metasequoia            | 46             | 520                   | n.d.             | Milano                  | Giardini di Porta Venezia, Corso Venezia            | n.d.                      | 122        |      |
| n.d.                      |          | Aesculus hippocastanum       | Ippocastano            | 30             | 330                   | n.d.             | Milano                  | Giardini di Porta Venezia, Corso Venezia            | n.d.                      | 122        |      |
| n.d.                      |          | Tilia argentea               | Tiglio argentato       | 26             | 270                   | n.d.             | Milano                  | Giardini di Porta Venezia, Via Palestro             | n.d.                      | 122        |      |
| n.d.                      |          | Celtis australis             | Bagolaro               | 30             | 380                   | n.d.             | Milano                  | Via Monte Velino                                    | n.d.                      | 122        |      |
| n.d.                      |          | Platanus hybrida             | Platano                | 23             | 388                   | c. 1850          | Milano                  | Via Vigevano 3/5                                    | n.d.                      | 122        |      |
| n.d.                      |          | Magnolia grandiflora         | Magnolia               | 14             | 125                   | n.d.             | Milano                  | Piazza Ospedale Maggiore, 3                         | n.d.                      | 122        |      |
| n.d.                      |          | Juglans nigra                | Noce nero              | 30             | 255                   | n.d.             | Milano                  | Via Confalonieri, 10                                | n.d.                      | 122        |      |
| n.d.                      |          | Fagus sylvatica              | Faggio rosso           | 20             | 400                   | n.d.             | Milano                  | Via Melchiorre Gioia, 39                            | n.d.                      | 122        |      |
| n.d.                      |          | Magnolia grandiflora         | Magnolia               | 20             | 250                   | n.d.             | Milano                  | Via Melchiorre Gioia, 39                            | n.d.                      | 122        |      |
| n.d.                      |          | Celtis australis             | Bagolaro               | 15             | 350                   | c. 1930          | Milano                  | Piazza Oberdan                                      | n.d.                      | 122        |      |
| n.d.                      |          | Juglans nigra                | Noce nero              | 20             | 260                   | c. 1940          | Milano                  | Piazza Novelli                                      | n.d.                      | 122        |      |
| n.d.                      |          | Pterocarya fraxinifolia      | Noce del Caucaso       | 20             | 340                   | n.d.             | Milano                  | Parco Lambro                                        | n.d.                      | 122        |      |
| n.d.                      |          | Robinia pseudoacacia         | Robinia                | 20             | 260                   | n.d.             | Milano                  | Via Monfalcone                                      | n.d.                      | 122        |      |
| n.d.                      |          | Tilia platyphyllos           | Tiglio                 | 25             | 400                   | n.d.             | Milano                  | Parco Lambro                                        | n.d.                      | 122        |      |
| n.d.                      |          | Pterocarya fraxinifolia      | Noce del Caucaso       | 12             | 275                   | n.d.             | Milano                  | Piazza Repubblica angolo viale Montesanto           | n.d.                      | 122        |      |
| n.d.                      |          | Tilia platyphyllos           | Tiglio                 | 20             | 255                   | n.d.             | Milano                  | Piazza Sant'Angelo                                  | n.d.                      | 122        |      |
| n.d.                      |          | Ulmus                        | Olmo                   | 20             | 260                   | n.d.             | Milano                  | Piazza Sant'Angelo                                  | n.d.                      | 122        |      |
| n.d.                      |          | Acer saccharinum             | Acero bianco           | 23             | 280                   | n.d.             | Milano                  | Piazzale Bacone                                     | n.d.                      | 122        |      |
| n.d.                      |          | Platanus                     | Platano                | 30             | 352                   | n.d.             | Milano                  | Bastioni di Porta Volta, 6                          | n.d.                      | 122        |      |
| n.d.                      |          | Ulmus                        | Olmo                   | 25             | 280                   | n.d.             | Milano                  | Piazza Sant'Ambrogio                                | n.d.                      | 122        |      |
| n.d.                      |          | Platanus                     | Olmo                   | 30             | 400                   | n.d.             | Milano                  | Piazza Sant'Ambrogio                                | n.d.                      | 122        |      |
| n.d.                      |          | Fagus                        | Faggio                 | 20             | 260                   | n.d.             | Milano                  | Via Caradosso                                       | n.d.                      | 122        |      |
| n.d.                      |          | Platanus                     | Platano                | 20             | 580                   | n.d.             | Milano                  | Via Mascagni 14/20                                  | n.d.                      | 122        |      |
| n.d.                      |          | Platanus                     | Platano                | 20             | 520                   | n.d.             | Milano                  | Viale Montesanto 4/6                                | n.d.                      | 122        |      |
| n.d.                      |          | Platanus                     | Platano                | 25             | 620                   | n.d.             | Milano                  | Via Palestro 16                                     | n.d.                      | 122        |      |
| n.d.                      |          | Platanus acerifolia          | Platano di Spagna      | 25             | 500                   | n.d.             | Milano                  | Giardini pubblici, C.so Venezia, 55                 | n.d.                      | 122        |      |
| n.d.                      |          | Quercus rubra                | Quercia rossa          | 15             | 500                   | n.d.             | Milano                  | Giardini pubblici, C.so Venezia, 55                 | n.d.                      | 122        |      |
| n.d.                      |          | Taxodium distichum           | Cipresso calvo         | 25             | 390                   | n.d.             | Milano                  | Giardini pubblici, C.so Venezia, 55                 | n.d.                      | 122        |      |
| n.d.                      |          | Platanus orientalis          | Platano orientale      | 18             | 400                   | n.d.             | Milano                  | Viale Montenero                                     | n.d.                      | 122        |      |
| n.d.                      |          | Populus nigra                | Pioppo nero            | 25             | 450                   | n.d.             | Milano                  | Via Zanoia                                          | n.d.                      | 122        |      |
| n.d.                      |          | Pterocarya fraxinifolia      | Noce del Caucaso       | 18             | 400                   | c. 1850          | Milano                  | Orto Botanico di Brera, via Fiori Oscuri, 4         | n.d.                      | 122        |      |
| n.d.                      |          | Quercus rubra                | Quercia rossa          | 40             | 430                   | c. 1920          | Milano                  | Parco Trotter, Via Giacosa                          | n.d.                      | 122        |      |
| n.d.                      |          | Populus nigra                | Pioppo nero            | 25             | 440                   | n.d.             | Milano                  | Parco G. Galli - Via Numidia                        | n.d.                      | 122        |      |
| n.d.                      |          | Platanus acerifolia          | Platano di Spagna      | n.d.           | 370                   | n.d.             | Milano                  | Piazza Sant'Ambrogio                                | n.d.                      | 122        |      |
| n.d.                      |          | Fagus sylvatica              | Faggio                 | 15             | 340                   | n.d.             | Milano                  | Via Ippocrate                                       | n.d.                      | 122        |      |
| n.d.                      |          | Platanus acerifolia          | Platano di Spagna      | 35             | 650                   | n.d.             | Milano                  | Affori, Villa Litta Modignani                       | n.d.                      | 122        |      |
| n.d.                      |          | Platanus acerifolia          | Platano di Spagna      | 30             | 500                   | n.d.             | Milano                  | Affori, Villa Litta Modignani                       | n.d.                      | 122        |      |
| n.d.                      |          | Platanus acerifolia          | Platano di Spagna      | 30             | 450                   | n.d.             | Milano                  | Affori, Villa Litta Modignani                       | n.d.                      | 122        |      |
| n.d.                      |          | Pterocarya fraxinifolia      | Noce del Caucaso       | 18             | 435                   | n.d.             | Milano                  | Parco Sempione, presso il laghetto                  | n.d.                      | 122        |      |
| n.d.                      |          | Ulmus                        | Olmo                   | 25             | 320                   | n.d.             | Milano                  | Parco Sempione, viale Cervantes                     | n.d.                      | 122        |      |
| n.d.                      |          | Platanus                     | Platano                | 20             | 430                   | n.d.             | Milano                  | Giardini della Guastalla, Via F. Sforza             | n.d.                      | 122        |      |
| n.d.                      |          | Platanus acerifolia          | Platano di Spagna      | 35             | 360                   | n.d.             | Milano                  | Parco Sempione, viale Cervantes                     | n.d.                      | 122        |      |
| n.d.                      |          | Platanus acerifolia          | Platano di Spagna      | 35             | 590                   | n.d.             | Milano                  | Affori, Villa Litta Modignani                       | n.d.                      | 122        |      |
| n.d.                      |          | Cedrus                       | Cedro                  | 40             | 380                   | n.d.             | Milano                  | Parco Sempione, viale Cervantes                     | n.d.                      | 122        |      |
| n.d.                      |          | Platanus hybrida             | Platano comune         | 27             | 420                   | n.d.             | Milano                  | P.le Libia ang. Via Tiraboschi                      | n.d.                      | 122        |      |
| n.d.                      |          | Platanus hybrida             | Platano comune         | 25             | 410                   | n.d.             | Milano                  | Via Montenero ang. Via Bergamo                      | n.d.                      | 122        |      |
| n.d.                      |          | Platanus orientalis          | Platano orientale      | 18             | 450                   | n.d.             | Milano                  | P.zza Bruno Buozzi                                  | n.d.                      | 122        |      |
| n.d.                      |          | Quercus rubra                | Quercia rossa          | 20             | 460                   | n.d.             | Milano                  | Piazza 24 Maggio                                    | n.d.                      | 122        |      |
| n.d.                      |          | Populus nigra                | Pioppo nero            | 25             | 350                   | n.d.             | Milano                  | Via Argelati                                        | n.d.                      | 122        |      |
| n.d.                      |          | Fagus sylvatica              | Faggio                 | 17             | 370                   | n.d.             | Milano                  | Giardini della Guastalla, Via F. Sforza             | n.d.                      | 122        |      |
| n.d.                      |          | Taxodium distichum           | Cipresso calvo         | 25             | 400                   | n.d.             | Milano                  | Giardini pubblici C.so Venezia 55                   | n.d.                      | 122        |      |
| n.d.                      |          | Platanus hybrida             | Platano                | 50             | 650                   | c. 1700          | Motta Visconti          | Via Soriani                                         | n.d.                      | 100        |      |
| n.d.                      |          | Quercus robur                | Farnia                 | 35             | 370                   | c. 1800          | Motta Visconti          | Via Soriani                                         | n.d.                      | 100        |      |
| n.d.                      |          | Taxus baccata                | Tasso                  | 22             | 345                   | c. 1700          | Nerviano                | Via dei Giardini, 8                                 | n.d.                      | 175        |      |
| n.d.                      |          | Morus alba                   | Gelso bianco           | 18             | 350                   | c. 1500          | Nerviano                | Via Brera, 13                                       | n.d.                      | 175        |      |
| n.d.                      |          | Quercus robur                | Farnia                 | 26             | 245                   | n.d.             | Ossona                  | Via Fiume                                           | n.d.                      | 156        |      |
| n.d.                      |          | Celtis australis             | Bagolaro               | 35             | 440                   | c. 1900          | Paderno Dugnano         | Palazzolo, Via Mazzini, 63                          | n.d.                      | 163        |      |
| n.d.                      |          | Populus nigra                | Pioppo nero            | 30             | 282                   | n.d.             | Pantigliate             | Via Gramsci                                         | n.d.                      | 102        |      |
| n.d.                      |          | Cedrus atlantica             | Cedro dell'Atlante     | 29             | 390                   | n.d.             | Parabiago               | Via Crivelli                                        | n.d.                      | 184        |      |
| n.d.                      |          | Quercus robur                | Farnia                 | 26             | 270                   | n.d.             | Pero                    | Via Galilei                                         | n.d.                      | 144        |      |
| n.d.                      |          | Platanus hybrida             | Platano                | 30             | 390                   | n.d.             | Peschiera Borromeo      | Castello Borromeo                                   | n.d.                      | 107        |      |
| n.d.                      |          | Cedrus deodara               | Cedro dell'Himalaya    | 23             | 380                   | n.d.             | Pessano con Bornago     | Bornago, via Martiri della Libertà                  | n.d.                      | 145        |      |
| n.d.                      |          | Taxus baccata                | Tasso                  | 16             | 235                   | n.d.             | Pessano con Bornago     | Bornago, via Martiri della Libertà                  | n.d.                      | 145        |      |
| n.d.                      |          | Platanus acerifolia          | Platano                | 27             | 400                   | n.d.             | Pessano con Bornago     | Bornago, via Martiri della Libertà                  | n.d.                      | 145        |      |
| n.d.                      |          | Quercus robur                | Farnia                 | 28             | 370                   | n.d.             | Pessano con Bornago     | Bornago, via Martiri della Libertà                  | n.d.                      | 145        |      |
| n.d.                      |          | Cedrus deodara               | Cedro dell'Himalaya    | 27             | 270                   | c. 1850          | Pessano con Bornago     | Piazza Trento e Trieste, 3/4                        | n.d.                      | 145        |      |
| n.d.                      |          | Ginkgo biloba                | Ginkgo                 | 24             | 280                   | c. 1850          | Pessano con Bornago     | Piazza Trento e Trieste                             | n.d.                      | 145        |      |
| n.d.                      |          | Taxus baccata                | Tasso                  | 16             | 245                   | c. 1850          | Pessano con Bornago     | Piazza Trento e Trieste                             | n.d.                      | 145        |      |
| n.d.                      |          | Taxus baccata                | Tasso                  | 19             | 220                   | c. 1850          | Pessano con Bornago     | Piazza Trento e Trieste                             | n.d.                      | 145        |      |
| n.d.                      |          | Platanus acerifolia          | Platano di Spagna      | 30             | 460                   | c. 1850          | Pessano con Bornago     | Piazza Trento e Trieste                             | n.d.                      | 145        |      |
| n.d.                      |          | Magnolia grandiflora         | Magnolia               | 20             | 200                   | n.d.             | Pessano con Bornago     | Piazza Trento e Trieste, 7                          | n.d.                      | 145        |      |
| n.d.                      |          | Cedrus atlantica             | Cedro dell'Atlante     | 22             | 300                   | n.d.             | Pessano con Bornago     | Piazza Trento e Trieste, 7                          | n.d.                      | 145        |      |
| n.d.                      |          | Cedrus deodara               | Cedro dell'Himalaya    | 22             | 300                   | n.d.             | Pessano con Bornago     | Piazza Trento e Trieste, 7                          | n.d.                      | 145        |      |
| n.d.                      |          | Cedrus deodara               | Cedro dell'Himalaya    | 25             | 200                   | n.d.             | Pessano con Bornago     | Pessano, piazza Castello                            | n.d.                      | 145        |      |
| n.d.                      |          | Taxodium distichum           | Cipresso calvo         | 28             | 315                   | n.d.             | Pieve Emanuele          | Via Roma                                            | n.d.                      | 97         |      |
| n.d.                      |          | Populus nigra                | Pioppo nero            | 37             | 410                   | n.d.             | Pioltello               | Limito, Cascina Zanini                              | n.d.                      | 122        |      |
| n.d.                      |          | Robinia pseudoacacia         | Robinia                | 18             | 325                   | c. 1910          | Pozzuolo Martesana      | Via Martiri della Liberazione, 11                   | n.d.                      | 121        |      |
| n.d.                      |          | Robinia pseudoacacia         | Robinia                | 20             | 260                   | c. 1910          | Pozzuolo Martesana      | Via Martiri della Liberazione, 11                   | n.d.                      | 121        |      |
| n.d.                      |          | Magnolia grandiflora         | Magnolia               | 21             | 200                   | n.d.             | Pozzuolo Martesana      | Via Martiri della Liberazione, 11                   | n.d.                      | 121        |      |
| n.d.                      |          | Platanus acerifolia          | Platano di Spagna      | 28             | 280                   | n.d.             | Pozzuolo Martesana      | Bisentrate, Via per Bisentrate                      | n.d.                      | 121        |      |
| n.d.                      |          | Cedrus libani                | Cedro del Libano       | 33             | 360                   | c. 1900          | Pregnana Milanese       | Piazza Santi Pietro e Paolo                         | n.d.                      | 154        |      |
| n.d.                      |          | Cedrus libani                | Cedro del Libano       | 29             | 245                   | c. 1900          | Pregnana Milanese       | Piazza Santi Pietro e Paolo                         | n.d.                      | 154        |      |
| n.d.                      |          | Calocedrus decurrens         | Cedro della California | 24             | 230                   | n.d.             | Rescaldina              | Via Rusconi                                         | n.d.                      | 225        |      |
| n.d.                      |          | Cedrus deodara               | Cedro dell'Himalaya    | 25             | 220                   | n.d.             | Rescaldina              | Via Gramsci                                         | n.d.                      | 225        |      |
| n.d.                      |          | Quercus robur                | Farnia                 | 30             | 280                   | n.d.             | Rho                     | Corso Europa, 291                                   | n.d.                      | 158        |      |
| n.d.                      |          | Aesculus hippocastanum       | Ippocastano            | 25             | 350                   | c. 1900          | Robecco sul Naviglio    | Vicolo Archinto, 2                                  | n.d.                      | 120        |      |
| n.d.                      |          | Quercus robur                | Farnia                 | 24             | 203                   | c. 1940          | Rosate                  | Via Gallotti, 22                                    | n.d.                      | 107        |      |
| n.d.                      |          | Cedrus libani                | Cedro del Libano       | 23             | 310                   | n.d.             | Rozzano                 | Villa Alta, Via Carducci                            | n.d.                      | 103        |      |
| n.d.                      |          | Populus nigra                | Pioppo nero            | 40             | 450                   | n.d.             | San Donato Milanese     | Certosa, Via Buozzi                                 | n.d.                      | 102        |      |
| n.d.                      |          | Taxus baccata                | Tasso                  | 20             | 310                   | c. 1800          | San Giorgio su Legnano  | Via Gerli, 19                                       | n.d.                      | 198        |      |
| n.d.                      |          | Calocedrus decurrens         | Cedro della California | 25             | 210                   | n.d.             | Santo Stefano Ticino    | Via Piave                                           | n.d.                      | 152        |      |
| n.d.                      |          | Celtis australis             | Bagolaro               | n.d.           | 420                   | n.d.             | Sedriano                | Piazza della Repubblica                             | n.d.                      | 145        |      |
| n.d.                      |          | Tilia platyphillos           | Tiglio                 | n.d.           | 277                   | n.d.             | Sedriano                | Piazza della Repubblica                             | n.d.                      | 145        |      |
| n.d.                      |          | Magnolia grandiflora         | Magnolia               | 30             | 310                   | c. 1600          | Sedriano                | Via De Amicis, 21                                   | n.d.                      | 145        |      |
| n.d.                      |          | Platanus acerifolia          | Platano di Spagna      | 30             | 435                   | n.d.             | Sesto San Giovanni      | Villa Zorn                                          | n.d.                      | 140        |      |
| n.d.                      |          | Populus nigra                | Pioppo nero            | 40             | 500                   | n.d.             | Settimo Milanese        | Via D'Adda                                          | n.d.                      | 134        |      |
| n.d.                      |          | Quercus robur                | Farnia                 | 32             | 310                   | n.d.             | Settimo Milanese        | Via della Giletta                                   | n.d.                      | 134        |      |
| n.d.                      |          | Celtis australis             | Bagolaro               | 30             | 390                   | n.d.             | Solaro                  | Via Varese                                          | n.d.                      | 211        |      |
| n.d.                      |          | Populus nigra                | Pioppo nero            | 30             | 280                   | n.d.             | Trezzano sul Naviglio   | Viale Rimembranze angolo Via B.Croce                | n.d.                      | 116        |      |
| n.d.                      |          | Celtis australis             | Bagolaro               | 30             | 380                   | n.d.             | Trezzo sull'Adda        | Via Gramsci                                         | n.d.                      | 187        |      |
| n.d.                      |          | Quercus rubra                | Quercia rossa          | 27             | 220                   | n.d.             | Truccazzano             | Cascina corte nuova Rivoltana Km 16                 | n.d.                      | 108        |      |
| n.d.                      |          | Quercus robur                | Farnia                 | 19             | 260                   | n.d.             | Vanzaghello             | Via Bellini/Via Respighi                            | n.d.                      | 194        |      |
| n.d.                      |          | Platanus hybrida             | Platano                | 40             | 540                   | n.d.             | Vanzago                 | Via Garibaldi, 3/a                                  | n.d.                      | 161        |      |
| n.d.                      |          | Cedrus libani                | Cedro del Libano       | 30             | 630                   | n.d.             | Vaprio d'Adda           | Via XXV Aprile                                      | n.d.                      | 161        |      |
| n.d.                      |          | Quercus pubescens            | Roverella              | 25             | 210                   | n.d.             | Vermezzo                | Via dei Tigli                                       | n.d.                      | 111        |      |
| n.d.                      |          | Populus nigra                | Pioppo nero            | 19             | 285                   | n.d.             | Vernate                 | Pasturago, via Coazzano-Binasco                     | n.d.                      | 108        |      |
| n.d.                      |          | Populus nigra                | Pioppo nero            | 23             | 240                   | n.d.             | Vimodrone               | Via Alzaia ang. Via Piave                           | n.d.                      | 128        |      |
| n.d.                      |          | Tilia cordata                | Tiglio                 | 25             | 295                   | n.d.             | Vimodrone               | Villa Torri                                         | n.d.                      | 126        |      |
| n.d.                      |          | Tilia cordata                | Tiglio                 | 24             | 280                   | n.d.             | Vimodrone               | Villa Torri                                         | n.d.                      | 126        |      |
| n.d.                      |          | Populus nigra                | Pioppo nero            | 32             | 630                   | c. 1930          | Zibido San Giacomo      | Via Matteotti, 24                                   | n.d.                      | 111        |      |

## Provincia di Bergamo
| Denominazione dell'albero | Immagine | Genere e specie          | Nome comune         | Altezza (in m) | Circonferenza (in cm) | Data di impianto | Comune                | Località                 | Coordinate | Altitudine | Note |
| ------------------------- | -------- | ------------------------ | ------------------- | -------------- | --------------------- | ---------------- | --------------------- | ------------------------ | ---------- | ---------- | ---- |
| Cedro di Alzano Lombardo  |          | Cedrus deodara           | Cedro dell'Himalaya | 26             | 540                   | c. 1880          | Alzano Lombardo       | parco comunale           | n.d.       | 304        |      |
| n.d.                      |          | Gleditsia triacanthos    | Spino di Giuda      | 18,5           | 460                   | c. 1836          | Carobbio degli Angeli | castello                 | n.d.       | 304        |      |
| Sequoia di Cenate         |          | Sequoiadendron giganteum | Sequoia gigante     | 31,5           | 520                   | c. 1812          | Cenate Sopra          | parco Maestri Sartori    | n.d.       | 330        |      |
| Sequoia di Clusone        |          | Sequoiadendron giganteum | Sequoia gigante     | 31             | 460                   | c. 1836          | Clusone               | palazzo Barca Marinoni   | n.d.       | 632        |      |
| Rovere di Mozzo           |          | Quercus petraea          | Rovere              | 33             | 550                   | c. 1745          | Mozzo                 | Berba                    | n.d.       | 252        |      |
| Cedro di Paladina         |          | Cedrus deodara           | Cedro dell'Himalaya | 31             | 650                   | c. 1760          | Paladina              | Sombreno, Parco Agliardi | n.d.       | 272        |      |
| Sequoia di Paladina       |          | Sequoiadendron giganteum | Sequoia gigante     | 30             | 660                   | c. 1756          | Paladina              | Sombreno, Parco Agliardi | n.d.       | 272        |      |
| Rovere di Torre           |          | Quercus petraea          | Rovere              | 31             | 510                   | c. 1816          | Torre de' Roveri      | Colle Pasta              | n.d.       | 271        |      |

## Provincia di Brescia
| Denominazione dell'albero | Immagine | Genere e specie     | Nome comune      | Altezza (in m) | Circonferenza (in cm) | Data di impianto | Comune        | Località                  | Coordinate | Altitudine | Note |
| ------------------------- | -------- | ------------------- | ---------------- | -------------- | --------------------- | ---------------- | ------------- | ------------------------- | ---------- | ---------- | ---- |
| Platano di Collebeato     |          | Platanus orientalis | Platano          | 35             | 682                   | c. 1747          | Collebeato    | Via Santa Caterina        | n.d.       | 200        |      |
| Abete di Closura          |          | Abies alba          | Abete bianco     | 27             | 508                   | c. 1816          | Collio        | Closura                   | n.d.       | 850        |      |
| Castagno di Bisimo        |          | Castanea sativa     | Castagno         | 20             | 770                   | c. 1712          | Corteno Golgi | Bisimo di Santicolo       | n.d.       | 925        |      |
| Castagno di Lombo         |          | Castanea sativa     | Castagno         | 26             | 630                   | c. 1768          | Corteno Golgi | Lombo                     | n.d.       | 925        |      |
| Faggio di Campiglio       |          | Fagus sylvatica     | Faggio           | 25             | 540                   | c. 1804          | Gargnano      | Campiglio di Cima Roccolo | n.d.       | 66         |      |
| Faggio di Magasa          |          | Fagus sylvatica     | Faggio           | 30             | 500                   | c. 1820          | Magasa        | Malga Alvezza             | n.d.       | 697        |      |
| Pioppo di Manerba         |          | Popolus tramula     | Pioppo tremolo   | 18             | 500                   | c. 1820          | Manerba       | Porto di Drusano          | n.d.       | 130        |      |
| Faggio di Pertica         |          | Fagus sylvatica     | Faggio           | 30             | 405                   | c. 1858          | Pertica Alta  | Malga Ecolo               | n.d.       | 900        |      |
| Castagno di Pezzate       |          | Castanea sativa     | Castagno         | 20             | 520                   | c. 1812          | Pezzaze       | Avano                     | n.d.       | 620        |      |
| Cedrò di Salò             |          | Cedrus libani       | Cedro del Libano | 26             | 600                   | c. 1780          | Salò          | Via Cure del Lino, 102    | n.d.       | 65         |      |
| Faggio di Sonico          |          | Fagus sylvatica     | Faggio           | 18             | 628                   | c. 1768          | Sonico        | Valle Malga Monteffo      | n.d.       | 650        |      |
| Abete di Sonico           |          | Picea abies         | Abete rosso      | 28             | 392                   | c. 1863          | Sonico        | Malga Frino – Pagherina   | n.d.       | 650        |      |
| Castagno di Vobarno       |          | Castanea sativa     | Castagno         | 18             | 810                   | c. 1696          | Vobarno       | Carione Covolo            | n.d.       | 245        |      |

## Provincia di Como
| Denominazione dell'albero     | Immagine | Genere e specie          | Nome comune         | Altezza (in m) | Circonferenza (in cm) | Data di impianto | Comune             | Località                 | Coordinate | Altitudine | Note |
| ----------------------------- | -------- | ------------------------ | ------------------- | -------------- | --------------------- | ---------------- | ------------------ | ------------------------ | ---------- | ---------- | ---- |
| Sequoia di Albavilla          |          | Sequoiadendron giganteum | Sequoia gigante     | 31             | 620                   | c. 1772          | Albavilla          | Alpe Vice Re             | n.d.       | 427        |      |
| Cedro di Appiano              |          | Cedrus atlantica         | Cedro atlantico     | 20             | 1150                  | c. 1560          | Appiano Gentile    | Via San Martino          | n.d.       | 366        |      |
| Faggio di Barni               |          | Fagus sylvatica          | Faggio              | 29             | 520                   | c. 1812          | Barni              | Foo del Driz             | n.d.       | 635        |      |
| Castagno di Barni             |          | Castanea sativa          | Castagno            | 28             | 720                   | c. 1732          | Barni              | Boncava – Madonnina      | n.d.       | 635        |      |
| Olmo di Villa Melzi           |          | Zelkowa crenata          | Olmo del Caucaso    | 25             | 600                   | c. 1780          | Bellagio           | Villa Melzi              | n.d.       | 229        |      |
| Cedro di Villa Melzi          |          | Cedrus libani            | Cedro del Libano    | 24             | 580                   | c. 1788          | Bellagio           | Villa Melzi              | n.d.       | 229        |      |
| Faggio di San Primo           |          | Fagus sylvatica          | Faggio              | 31             | 630                   | c. 1768          | Bellagio           | San Primo                | n.d.       | 229        |      |
| n.d.                          |          | Liquidambar styraciflua  | Liquidambar         | 22             | 530                   | c. 1808          | Bellagio           | Villa Gerli              | n.d.       | 229        |      |
| Cedro di Blevio               |          | Cedrus libani            | Cedro del Libano    | 27             | 580                   | c. 1788          | Blevio             | Villa Cademartori        | n.d.       | 231        |      |
| Platano di Villa d'Este       |          | Platanus occidentalis    | Platano occidentale | 35             | 810                   | c. 1696          | Cernobbio          | Villa d'Este             | n.d.       | 202        |      |
| Platano di Villa Erba         |          | Platanus occidentalis    | Platano occidentale | 40             | 615                   | c. 1774          | Cernobbio          | Villa Erba               | n.d.       | 202        |      |
| Platano di Villa Gallia       |          | Platanus orientalis      | Platano orientale   | 36             | 560                   | c. 1796          | Como               | Villa Gallia             | n.d.       | 201        |      |
| Cedro di Villa Olmo           |          | Cedrus libani            | Cedro del Libano    | 25             | 760                   | c. 1716          | Como               | Villa Olmo               | n.d.       | 201        |      |
| Platano di Villa Olmo         |          | Platanus orientalis      | Platano orientale   | 45             | 890                   | c. 1664          | Como               | Villa Olmo               | n.d.       | 201        |      |
| n.d.                          |          | Platanus orientalis      | Platano orientale   | 32             | 650                   | c. 1760          | Como               | Museo Giovio             | n.d.       | 201        |      |
| Cedro di Villa Celestia       |          | Cedrus deodara           | Cedro dell'Himalaya | 25             | 550                   | c. 1800          | Como               | Villa Celestia           | n.d.       | 201        |      |
| n.d.                          |          | Thuja gigantea           | Tuia gigante        | 31             | 550                   | c. 1800          | Dizzasco           | Villa Alberti            | n.d.       | 506        |      |
| Quercia Rogolone              |          | Sequoiadendron giganteum | Sequoia gigante     | 28             | 723                   | c. 1730          | Grandola ed Uniti  | Rogolone                 | n.d.       | 443        |      |
| n.d.                          |          | Araucaria araucana       | Araucaria           | 18             | 290                   | c. 1904          | Gravedona          | Villa Guastoni           | n.d.       | 201        |      |
| Castagno di Cuscia            |          | Castanea sativa          | Castagno            | 25             | 750                   | c. 1720          | Laino              | Sabbione                 | n.d.       | 700        |      |
| n.d.                          |          | Pseudotsuga douglasi     | Douglasia           | 35             | 650                   | c. 1760          | Lanzo d'Intelvi    | Villa Mattelli           | n.d.       | 907        |      |
| Faggio di Villa d'Amore       |          | Fagus sylvatica          | Faggio              | 33             | 400                   | c. 1760          | Lanzo d'Intelvi    | Villa d'Amore            | n.d.       | 907        |      |
| Cedro di Villa Vigoni         |          | Cedrus atlantica         | Cedro dell'Atlante  | 34             | 557                   | c. 1797          | Menaggio           | Villa Vigoni             | n.d.       | 203        |      |
| Ginepro di Villa Vigoni       |          | Juniperus sabina         | Ginepro             | 1,82           | 0,92                  | n.d.             | Menaggio           | Villa Vigoni             | n.d.       | 203        |      |
| Faggio di Villa Vigoni        |          | Fagus sylvatica          | Faggio rosso        | 36             | 372                   | n.d.             | Menaggio           | Villa Vigoni             | n.d.       | 203        |      |
| Cipresso di Villa Vigoni      |          | Cupressus funebris       | Cipresso cinese     | 34             | 374                   | c. 1870          | Menaggio           | Villa Vigoni             | n.d.       | 203        |      |
| Cedro di Villa d'Azeglio      |          | Cedrus libani            | Cedro del Libano    | 30             | 630                   | n.d.             | Menaggio           | Loveno – Villa d'Azeglio | n.d.       | 203        |      |
| Platano di Mezzegra           |          | Platanus orientalis      | Platano orientale   | 43             | 800                   | c. 1700          | Mezzegra           | Villa I Platani          | n.d.       | 220        |      |
| Cedro di Villa Greppi         |          | Cedrus atlantica         | Cedro dell'Atlante  | 26             | 830                   | c. 1688          | Monticello Brianza | Villa Greppi             | n.d.       | 408        |      |
| Cedro di Villa Greppi         |          | Cedrus libani            | Cedro del Libano    | 25             | 700                   | c. 1740          | Monticello Brianza | Villa Greppi             | n.d.       | 408        |      |
| Cedro di Villa Orombelli      |          | Cedrus libani            | Cedro del Libano    | 33             | 520                   | c. 1812          | Musso              | Villa Greppi             | n.d.       | 201        |      |
| Faggio di Pellio              |          | Fagus sylvatica          | Faggio              | 30             | 570                   | c. 1792          | Pellio Intelvi     | Fontana di Gotta         | n.d.       | 750        |      |
| Frassino di Ponna             |          | Fraxinus excelsior       | Frassino maggiore   | 28             | 380                   | c. 1868          | Ponna              | Alpe di Ponna            | n.d.       | 870        |      |
| Cerro di Ramponio             |          | Quercus cerris           | Cerro               | 28             | 410                   | c. 1856          | Ramponio Verna     | Centro abitato           | n.d.       | 705        |      |
| Cedro di San Fedele           |          | Libocedrus decurrens     | Libocedro           | 23             | 440                   | c. 1844          | San Fedele Intelvi | Largo IV Novembre        | n.d.       | 799        |      |
| Sequoia di Villa Cattaneo     |          | Sequoiadendron giganteum | Sequoia gigante     | 23             | 600                   | c. 1780          | San Fedele Intelvi | Villa Cattaneo           | n.d.       | 799        |      |
| Canforo di Sant'Abbondio      |          | Cinnamomum camphora      | Canforo             | 20             | 640                   | c. 1764          | Sant'Abbondio      | Prada                    | n.d.       | 216        |      |
| Quercia di Villa Taverna      |          | Quercus rubra            | Quercia rossa       | 22             | 550                   | c. 1800          | Torno              | Villa Taverna            | n.d.       | 225        |      |
| Picea di Villa Carlotta       |          | Picea orientalis         | Picea del Caucaso   | 30             | 318                   | c. 1800          | Tremezzo           | Villa Carlotta           | n.d.       | 200        |      |
| Eucalipto di Villa Carlotta   |          | Eucalyptus viminalis     | Eucalipto           | 25             | 388                   | c. 1864          | Tremezzo           | Villa Carlotta           | n.d.       | 200        |      |
| Palma di Villa Carlotta       |          | Jubaea chilensis         | Palma del Cile      | 16             | 316                   | c. 1893          | Tremezzo           | Villa Carlotta           | n.d.       | 200        |      |
| Platano di Villa Carlotta     |          | Platanus orientalis      | Platano orientale   | 45             | 500                   | c. 1820          | Tremezzo           | Villa Carlotta           | n.d.       | 200        |      |
| Liriodendro di Villa Carlotta |          | Liriodendron tulipifera  | Liriodendro         | 29             | 477                   | c. 1829          | Tremezzo           | Villa Carlotta           | n.d.       | 200        |      |
| Rododendro di Villa Carlotta  |          | Rhododendron arborescens | Rododendro          | 14             | 175                   | n.d.             | Tremezzo           | Villa Carlotta           | n.d.       | 200        |      |
| Douglasia di Villa Carlotta   |          | Pseudotsuga taxifolia    | Douglasia           | 57             | 502                   | c. 1819          | Tremezzo           | Villa Carlotta           | n.d.       | 200        |      |

## Provincia di Lecco
| Denominazione dell'albero | Immagine | Genere e specie          | Nome comune         | Altezza (in m) | Circonferenza (in cm) | Data di impianto | Comune              | Località             | Coordinate | Altitudine | Note  |
| ------------------------- | -------- | ------------------------ | ------------------- | -------------- | --------------------- | ---------------- | ------------------- | -------------------- | ---------- | ---------- | ----- |
| Faggio di Piancone        |          | Fagus sylvatica          | Faggio              | 24             | 870                   | c. 1672          | Casargo             | Piancone             | n.d.       | 804        |       |
| Faggio dell'Ortighera     |          | Fagus sylvatica          | Faggio              | 19             | 740                   | c. 1724          | Casargo             | Alpe Ortighera       | n.d.       | 804        |       |
| Faggio di Casatenovo      |          | Fagus sylvatica          | Faggio              | 22             | 440                   | c. 1844          | Casatenovo          | Villa Montereggio    | n.d.       | 356        |       |
| Cedro di Casatenovo       |          | Cedrus deodara           | Cedro dell'Himalaya | 20             | 500                   | c. 1820          | Casatenovo          | Villa Montereggio    | n.d.       | 356        |       |
| Cedro di Casatenovo       |          | Cedrus libani            | Cedro del Libano    | 30             | 480                   | c. 1828          | Casatenovo          | Villa Montereggio    | n.d.       | 356        |       |
| Cedro di Villa De Vecchi  |          | Picea abies              | Abete rosso         | 42             | 360                   | c. 1876          | Cortenova           | Villa De Vecchi      | n.d.       | 483        |       |
| Faggio di Crangola        |          | Fagus sylvatica          | Faggio              | 24             | 750                   | c. 1720          | Crandola Valsassina | Ape Oro              | n.d.       | 780        |       |
| Cedro di Villa Rossi      |          | Cedrus deodara           | Cedro dell'Himalaya | 33             | 510                   | c. 1816          | Ello                | Villa Rossi Scribani | n.d.       | 411        |       |
| Sequoia di Villa Amman    |          | Sequoiadendron giganteum | Sequoia gigante     | 36             | 686                   | c. 1745          | Ello                | Villa Amman          | n.d.       | 411        |       |
| Platano di Sabbione       |          | Platanus orientalis      | Platano orientale   | 28             | 525                   | c. 1730          | Imbersago           | Sabbione             | n.d.       | 249        |       |
| Magnolia di Villa Gomea   |          | Magnolia grandiflora     | Magnolia            | 20             | 350                   | c. 1880          | Lecco               | Villa Gomes          | n.d.       | 214        |       |
| Betulla di Margno         |          | Betula pendula           | Betulla             | 19             | 250                   | c. 1920          | Margno              | Pian delle Betulle   | n.d.       | 730        |       |
| Cedro dell'Osservatorio   |          | Cedrus libani            | Cedro del Libano    | 28             | 590                   | c. 1784          | Merate              | Osservatorio         | n.d.       | 292        |       |
| Leccio di Villa Greppi    |          | Quercus ilex             | Leccio              | 16             | 560                   | c. 1796          | Monticello Brianza  | Villa Greppi         | n.d.       | 408        |       |
| n.d.                      |          | Liriodendron tulipifera  | Liriodendro         | 49             | 500                   | c. 1820          | Sirtori             | Parco Besana         | n.d.       | 457        |       |
| Faggio di Sirtori         |          | Fagus sylvatica          | Faggio              | 32             | 670                   | c. 1752          | Sirtori             | Parco Besana         | n.d.       | 457        | Morto |
| n.d.                      |          | Criptomeria japonica     | Crittomeria         | 17             | 430                   | c. 1848          | Sirtori             | Parco Besana         | n.d.       | 457        | Morta |
| Magnolia di Varenna       |          | Magnolia grandiflora     | Magnolia            | 15             | 400                   | c. 1860          | Varenna             | Villa Monastero      | n.d.       | 220        |       |

## Provincia di Lodi
| Denominazione dell'albero | Immagine | Genere e specie | Nome comune        | Altezza (in m) | Circonferenza (in cm) | Data di impianto | Comune             | Località              | Coordinate | Altitudine | Note |
| ------------------------- | -------- | --------------- | ------------------ | -------------- | --------------------- | ---------------- | ------------------ | --------------------- | ---------- | ---------- | ---- |
| n.d.                      |          |                 | Cedro deodara      | 36             | 1600                  |                  | Lodi               | parco di villa Braila |            |            |      |
| n.d.                      |          |                 | Cedro deodara      | 36             | 1600                  |                  | Lodi               | parco di villa Braila |            |            |      |
| n.d.                      |          |                 | Bagolaro           |                | 400                   |                  | Lodi               | parco di villa Braila |            |            |      |
| n.d.                      |          |                 | Quercia Farnia     |                |                       |                  | Lodi               | parco di villa Braila |            |            |      |
| n.d.                      |          |                 | Cipresso Calvo     | 30             |                       |                  | Lodi               | parco di villa Braila |            |            |      |
| n.d.                      |          |                 | Cipresso Calvo     | 30             |                       |                  | Lodi               | parco di villa Braila |            |            |      |
| n.d.                      |          |                 | Pino dell'Himalaya |                |                       |                  | Lodi               | parco di villa Braila |            |            |      |
| n.d.                      |          |                 | Tasso              |                |                       |                  | Lodi               | Viale Agnelli         |            |            |      |
| n.d.                      |          |                 | Gelso              |                | 400                   |                  | Maccastorna        | castello              |            |            |      |
| n.d.                      |          |                 | Caco selvatico     | 15             | 400                   |                  | Maleo              | cascina Ronchi        |            |            |      |
| n.d.                      |          |                 | Pioppo Cipressino  | 35             | 500                   |                  | San Rocco al Porto | via Emilia            |            |            |      |
| n.d.                      |          |                 | Ippocastano        | 30             | 500                   |                  | Somaglia           | castello              |            |            |      |

## Provincia di Mantova
| Denominazione dell'albero          | Immagine | Genere e specie         | Nome comune   | Altezza (in m) | Circonferenza (in cm) | Data di impianto | Comune          | Località            | Coordinate                        | Altitudine | Note                                        |
| ---------------------------------- | -------- | ----------------------- | ------------- | -------------- | --------------------- | ---------------- | --------------- | ------------------- | --------------------------------- | ---------- | ------------------------------------------- |
| Pioppo bianco di Castel Goffredo   |          | Populus alba            | Pioppo bianco |                | 400                   |                  | Castel Goffredo | Strada Pelizzario   | 45° 17′ 23.42″ N, 10° 27′ 6.66″ E |            |                                             |
| Quattro platani di Castel Goffredo |          | Platanus acerifolia     | Platano       |                |                       |                  | Castel Goffredo | Strada Ceresara     | 45° 17′ 33″ N, 10° 31′ 05″ E      |            |                                             |
| Quercia di strada Zocca            |          | Quercus                 | Quercia       |                |                       |                  | Castel Goffredo | Strada Zocca        | 45° 18′ 14″ N, 10° 28′ 37″ E      |            | Abbattuta da un temporale il 25 luglio 2022 |
| Magnolia di Bocchere               |          | Magnolia                | Magnolia      |                |                       |                  | Castel Goffredo | Frazione Bocchere   | 45° 16′ 23″ N, 10° 32′ 01″ E      |            |                                             |
| Farnia di Sacca                    |          | Quercus robur           | Farnia        | 24             | 483                   | c. 1826          | Goito           | Sacca               | n.d.                              | 32         |                                             |
| n.d.                               |          | Ginkgo biloba           | Ginkgo biloba | 41             | 400                   | c. 1860          | Goito           | Parco delle Bertone | n.d.                              | 32         |                                             |
| n.d.                               |          | Liriodendron tulipifera | Liriodendro   | 40             | 350                   | c. 1880          | Goito           | Parco delle Bertone | n.d.                              | 32         |                                             |
| n.d.                               |          | Populus nigra           | Pioppo nero   | 36             | 690                   | c. 1744          | Goito           | Parco delle Bertone | n.d.                              | 32         |                                             |

## Provincia di Monza e Brianza
| Denominazione dell'albero           | Immagine                         | Genere e specie         | Nome comune      | Altezza (in m) | Circonferenza (in cm) | Data di impianto | Comune             | Località                | Coordinate                | Altitudine | Note |
| ----------------------------------- | -------------------------------- | ----------------------- | ---------------- | -------------- | --------------------- | ---------------- | ------------------ | ----------------------- | ------------------------- | ---------- | ---- |
| n.d.                                |                                  | Fagus sylvatica         | Faggio           | 30             | 570                   | c. 1792          | Lentate sul Seveso | Via Cavour, 46          | n.d.                      | 250        |      |
| Cedro del parco di Monza            |                                  | Cedrus libani           | Cedro del Libano | 34             | 700                   | c. 1740          | Monza              | Parco di Monza          | n.d.                      | 162        |      |
| Quercia rossa del parco di Monza    |                                  | Quercus rubeus          | Quercia rossa    | 25             | 500                   | c. 1820          | Monza              | Parco di Monza          | n.d.                      | 162        |      |
| n.d.                                |                                  | Aesculus hippocastanum  | Ippocastano      | 28             | 450                   | c. 1840          | Monza              | Parco di Monza          | n.d.                      | 162        |      |
| n.d.                                |                                  | Quercus robur           | Farnia           | 22             | 550                   | c. 1800          | Monza              | Parco di Monza          | n.d.                      | 162        |      |
| n.d.                                |                                  | Styphnolobium japonicum | Sofora           | 14             | 390                   | c. 1864          | Monza              | Villa Reale di Monza    | n.d.                      | 162        |      |
| n.d.                                |                                  | Styphnolobium japonicum | Sofora           | 13             | 310                   | c. 1896          | Monza              | Villa Reale di Monza    | n.d.                      | 162        |      |
| n.d.                                |                                  | Taxodium distichum      | Cipresso calvo   | 34             | 440                   | c. 1844          | Monza              | Villa Reale di Monza    | n.d.                      | 162        |      |
| n.d.                                |                                  | Taxodium distichum      | Cipresso calvo   | 32             | 380                   | c. 1868          | Monza              | Villa Reale di Monza    | n.d.                      | 162        |      |
| Gelso monumentale di Agrate Brianza | Gelso monumentale Agrate Brianza | Morus nigra L           | Gelso            | 12             | 380                   | XVI secolo       | Agrate Brianza     | Villa Schira-Corneliani | 45°34′26.4″N 9°21′09.46″E | 165        |      |

## Provincia di Pavia
| Denominazione dell'albero           | Immagine | Genere e specie     | Nome comune       | Altezza (in m) | Circonferenza (in cm) | Data di impianto | Comune     | Località        | Coordinate | Altitudine | Note |
| ----------------------------------- | -------- | ------------------- | ----------------- | -------------- | --------------------- | ---------------- | ---------- | --------------- | ---------- | ---------- | ---- |
| Platano di Belgioioso               |          | Platanus orientalis | Platano orientale | 40             | 550                   | c. 1800          | Belgioioso | Via Dante, 1    | n.d.       | 75         |      |
| Rovere di Langosco                  |          | Quercus petraea     | Rovere            | 25             | 600                   | c. 1780          | Langosco   | Centro abitato  | n.d.       | 111        |      |
| Platano dell'Orto Botanico di Pavia |          | Platanus orientalis | Platano orientale | 45             | 680                   | c. 1748          | Pavia      | Orto Botanico   | n.d.       | 77         |      |
| n.d.                                |          | Platanus hibrida    | Platano orientale | 13             | 600                   | c. 1780          | Pavia      | Viale Matteotti | n.d.       | 77         |      |
| n.d.                                |          | Celtis australis    | Bagolaro          | 25             | 430                   | c. 1848          | Pavia      | Piazza Petrarca | n.d.       | 77         |      |

## Provincia di Sondrio
| Denominazione dell'albero  | Immagine | Genere e specie        | Nome comune       | Altezza (in m) | Circonferenza (in cm) | Data di impianto | Comune    | Località                         | Coordinate | Altitudine | Note |
| -------------------------- | -------- | ---------------------- | ----------------- | -------------- | --------------------- | ---------------- | --------- | -------------------------------- | ---------- | ---------- | ---- |
| Castagno di Berbenno       |          | Castanea sativa        | Castagno          | 9              | 520                   | c. 1812          | Berbenno  | Piasci di Berbenno               | n.d.       | 675        |      |
| Ippocastano di Prato Giano |          | Aesculus hippocastanum | Ippocastano       | 24             | 280                   | n.d.             | Chiavenna | Prato Giano                      | n.d.       | 333        |      |
| Platano di Prato Giano     |          | Platanus orientalis    | Platano orientale | 28             | 620                   | c. 1772          | Chiavenna | Prato Giano                      | n.d.       | 333        |      |
| Castagno di Bedignolo      |          | Castanea sativa        | Castagno          | 15             | 1100                  | c. 1580          | Grosio    | Bedignolo                        | n.d.       | 656        |      |
| Pino di Ciucco             |          | Pinus cembra           | Pino cembro       | 29             | 380                   | c. 1868          | Livigno   | Bosco Freita – S. Maria – Ciucco | n.d.       | 1816       |      |
| Abete di Villa Adele       |          | Picea abies            | Abete rosso       | 22             | 190                   | n.d.             | Madesimo  | Villa Adele                      | n.d.       | 1550       |      |
| Platano di Tresenda        |          | Platanus orientalis    | Platano orientale | 42             | 570                   | c. 1792          | Teglio    | Tresenda – Piazza Ambrosini      | n.d.       | 851        |      |

## Provincia di Varese
| Denominazione dell'albero      | Immagine | Genere e specie             | Nome comune          | Altezza (in m) | Circonferenza (in cm) | Data di impianto | Comune                  | Località                       | Coordinate | Altitudine | Note |
| ------------------------------ | -------- | --------------------------- | -------------------- | -------------- | --------------------- | ---------------- | ----------------------- | ------------------------------ | ---------- | ---------- | ---- |
| Faggio di Castello             |          | Fagus sylvatica             | Faggio               | 22             | 480                   | c. 1828          | Azzate                  | Castello                       | n.d.       | 332        |      |
| Tiglio di Castello             |          | Tilia cordata               | Tiglio               | 28             | 475                   | c. 1830          | Azzate                  | Castello                       | n.d.       | 332        |      |
| Faggio di Barasso              |          | Fagus sylvatica             | Faggio               | 16             | 610                   | c. 1776          | Barasso                 | Centro abitato                 | n.d.       | 401        |      |
| n.d.                           |          | Sophora japonica            | Sofora               | 12             | 340                   | c. 1884          | Besozzo                 | Besozzo Superiore              | n.d.       | 240        |      |
| n.d.                           |          | Cephalotaxus drupacea       | Cefalotasso          | 10             | 355                   | c. 1878          | Besozzo                 | Besozzo Superiore              | n.d.       | 240        |      |
| n.d.                           |          | Fagus sylvatica             | Faggio               | 22             | 500                   | c. 1820          | Besozzo                 | Torre di Besozzo Superiore     | n.d.       | 240        |      |
| n.d.                           |          | Thuja occidentalis          | Tuia occidentale     | 40             | 450                   | c. 1840          | Brezzo di Bedero        | Punta Lavello                  | n.d.       | 352        |      |
| n.d.                           |          | Sequoia sempervirens        | Sequoia sempreverde  | 30             | 500                   | c. 1820          | Brezzo di Bedero        | Punta Lavello                  | n.d.       | 352        |      |
| n.d.                           |          | Sequoia sempervirens        | Sequoia sempreverde  | 34             | 400                   | c. 1860          | Brezzo di Bedero        | Punta Lavello                  | n.d.       | 352        |      |
| n.d.                           |          | Platanus orientalis         | Platano orientale    | 35             | 510                   | c. 1816          | Brezzo di Bedero        | Punta Lavello                  | n.d.       | 352        |      |
| n.d.                           |          | Thuja occidentalis          | Tuia occidentale     | 40             | 500                   | c. 1820          | Brezzo di Bedero        | Punta Lavello                  | n.d.       | 352        |      |
| n.d.                           |          | Araucaria araucana          | Araucaria            | 18             | 340                   | c. 1884          | Cadegliano Viconago     | Parco Bianchini                | n.d.       | 414        |      |
| Cipresso di Villa Pellini      |          | Chamaecyparis lawsoniana    | Cipresso di Lawson   | 18             | 490                   | c. 1824          | Cadegliano Viconago     | Villa Pellini                  | n.d.       | 414        |      |
| Cedro di Ligurno               |          | Cedrus libani               | Cedro del Libano     | 25             | 700                   | c. 1740          | Cantello                | Ligurno - Villa La Quiete      | n.d.       | 404        |      |
| n.d.                           |          | Fagus sylvatica             | Faggio               | 19             | 600                   | c. 1780          | Castello Cabiaglio      | Rossa                          | n.d.       | 514        |      |
| n.d.                           |          | Libocedrus decurrens        | Libocedro            | 26             | 550                   | c. 1780          | Cocquio Trevisago       | Contrada Larga                 | n.d.       | 291        |      |
| Bagolaro di Cunardo            |          | Celtis australis            | Bagolaro             | 20             | 400                   | c. 1860          | Cunardo                 | Via Vaccarossi                 | n.d.       | 450        |      |
| Cedro di Villa Baumann         |          | Cedrus libani               | Cedro del Libano     | 21             | 570                   | c. 1792          | Gavirate                | Trinità - Villa Baumann        | n.d.       | 261        |      |
| Cedro di Villa Cagnola         |          | Cedrus libani               | Cedro del Libano     | 18             | 960                   | c. 1636          | Gazzada Schianno        | Villa Cagnola                  | n.d.       | 368        |      |
| Faggio di Villa Cagnola        |          | Fagus sylvatica             | Faggio               | 15             | 460                   | c. 1836          | Gazzada Schianno        | Villa Cagnola                  | n.d.       | 368        |      |
| Libocedro di Villa Cagnola     |          | Libocedrus decurrens        | Libocedro            | 25             | 360                   | c. 1836          | Gazzada Schianno        | Villa Cagnola                  | n.d.       | 368        |      |
| Quercia di Villa Cagnola       |          | Quercus rubra               | Quercia rossa        | 22             | 420                   | c. 1852          | Gazzada Schianno        | Villa Cagnola                  | n.d.       | 368        |      |
| Sofora di Villa Cagnola        |          | Sophora japonica            | Sofora               | 11             | 290                   | n.d.             | Gazzada Schianno        | Villa Cagnola                  | n.d.       | 368        |      |
| Cedro di Villa Cagnola         |          | Cedrus libani               | Sofora               | 18             | 620                   | c. 1772          | Gazzada Schianno        | Villa Cagnola                  | n.d.       | 368        |      |
| Pioppo di Villa Quassa         |          | Populus nigra               | Pioppo cipressino    | 27             | 430                   | c. 1848          | Ispra                   | Villa Quassa                   | n.d.       | 220        |      |
| Farnia di Villa Quassa         |          | Quercus robur               | Farnia               | 35             | 405                   | c. 1858          | Ispra                   | Villa Quassa                   | n.d.       | 220        |      |
| Faggio pendulo di Villa Quassa |          | Fagus sylvatica             | Faggio pendulo       | 16             | 500                   | c. 1820          | Ispra                   | Villa Quassa                   | n.d.       | 220        |      |
| n.d.                           |          | Olea fragrans               | Osmanto              | 10             | 270                   | n.d.             | Ispra                   | Barza – Casa Don Guanella      | n.d.       | 220        |      |
| n.d.                           |          | Cinnamomum camphora         | Canforo              | 17             | 495                   | c. 1822          | Laveno-Mombello         | Cerro (Via Fortino, 90)        | n.d.       | 205        |      |
| n.d.                           |          | Cupressus sempervirens      | Cipresso             | 32             | 390                   | c. 1864          | Laveno-Mombello         | Cerro (Via Fortino)            | n.d.       | 205        |      |
| n.d.                           |          | Fagus sylvatica             | Faggio rosso         | 22             | 350                   | c. 1880          | Laveno-Mombello         | Cerro (Via Fortino)            | n.d.       | 205        |      |
| Quercia di Villa Fonte Viva    |          | Quercus coccinea            | Quercia scarlatta    | 25             | 490                   | c. 1824          | Luino                   | Villa Fonte Viva               | n.d.       | 202        |      |
| n.d.                           |          | Rhododendron hibridum       | Rododendro ibrido    | 6              | 290                   | n.d.             | Luino                   | Sede della Comunità Montana    | n.d.       | 202        |      |
| n.d.                           |          | Thuja occidentalis          | Tuia occidentale     | 25             | 540                   | c. 1804          | Luino                   | Sede della Comunità Montana    | n.d.       | 202        |      |
| n.d.                           |          | Sequoia sempervirens        | Sequoia sempreverde  | 30             | 500                   | c. 1820          | Luino                   | Villa Fonte Viva               | n.d.       | 202        |      |
| n.d.                           |          | Fagus sylvatica             | Faggio pendulo       | 16             | 460                   | c. 1836          | Luino                   | Villa Fonte Viva               | n.d.       | 202        |      |
| n.d.                           |          | Pinus sylvestris            | Pino silvestre       | 22             | 380                   | c. 1868          | Luino                   | Villa Fonte Viva               | n.d.       | 202        |      |
| n.d.                           |          | Pinus nigra                 | Pino larico          | 40             | 440                   | c. 1844          | Luino                   | Villa Fonte Viva               | n.d.       | 202        |      |
| n.d.                           |          | Jubaea chilensis            | Palma del Cile       | 10             | 300                   | c. 1900          | Luino                   | Villa Fonte Viva               | n.d.       | 202        |      |
| n.d.                           |          | Aesculus hippocastanum      | Ippocastano          | 25             | 460                   | c. 1836          | Luino                   | Villa Fonte Viva               | n.d.       | 202        |      |
| n.d.                           |          | Acer Japonicum              | Acero giapponese     | 10             | 220                   | n.d.             | Luino                   | Villa Fonte Viva               | n.d.       | 202        |      |
| n.d.                           |          | Cedrus libani               | Cedro del Libano     | 23             | 565                   | c. 1794          | Luino                   | Viale Dante Alighieri          | n.d.       | 202        |      |
| n.d.                           |          | Quercus ilex                | Leccio               | 18             | 460                   | c. 1836          | Luino                   | Scuola Materna Parrocchiale    | n.d.       | 202        |      |
| n.d.                           |          | Tsuga canadensis            | Tsuga del Canada     | 26             | 380                   | c. 1868          | Luino                   | Villa Fonte Viva               | n.d.       | 202        |      |
| Sequoia di Villa Riva          |          | Sequoia sempervirens        | Sequoia sempreverde  | 35             | 628                   | c. 1768          | Maccagno                | Villa Riva                     | n.d.       | 210        |      |
| Sequoia di Villa Brosio        |          | Sequoiadendron giganteum    | Sequoia gigante      | 40             | 510                   | c. 1816          | Marchirolo              | Villa Brosio                   | n.d.       | 500        |      |
| Faggio di Villa Sudier         |          | Fagus sylvatica             | Faggio               | 25             | 1000                  | c. 1620          | Marzio                  | Villa Sudier                   | n.d.       | 728        |      |
| n.d.                           |          | Betula pendula              | Betulla              | 12             | 220                   | n.d.             | Montegrino Valtravaglia | Bedoloni                       | n.d.       | 525        |      |
| n.d.                           |          | Picea pungens               | Picea del Colorado   | 34             | 370                   | c. 1872          | Porto Valtravaglia      | Parco Hermitage                | n.d.       | 199        |      |
| n.d.                           |          | Cedrus atlantica            | Cedro dell'Atlante   | 28             | 670                   | c. 1752          | Porto Valtravaglia      | Parco Hermitage                | n.d.       | 199        |      |
| n.d.                           |          | Thuja occidentalis          | Tuia occidentale     | 22             | 460                   | c. 1836          | Porto Valtravaglia      | Parco Hermitage                | n.d.       | 199        |      |
| n.d.                           |          | Thuja occidentalis          | Tuia occidentale     | 12             | 480                   | c. 1828          | Porto Valtravaglia      | Parco Hermitage                | n.d.       | 199        |      |
| n.d.                           |          | Ulmus glabra                | Olmo montano         | 25             | 440                   | c. 1844          | Sesto Calende           | Via dell'Olmo                  | n.d.       | 198        |      |
| n.d.                           |          | Cedrus libani               | Cedro del Libano     | 30             | 690                   | c. 1744          | Somma Lombardo          | Castello Visconteo             | n.d.       | 300        |      |
| n.d.                           |          | Thuja occidentalis          | Tuia occidentale     | 23             | 490                   | c. 1824          | Somma Lombardo          | Castello Visconteo             | n.d.       | 300        |      |
| n.d.                           |          | Liquidambar styraciflua     | Liquidambar          | 28             | 415                   | c. 1854          | Somma Lombardo          | Castello Visconteo             | n.d.       | 300        |      |
| n.d.                           |          | Libocedrus decurrens        | Libocedro            | 35             | 430                   | c. 1848          | Somma Lombardo          | Castello Visconteo             | n.d.       | 300        |      |
| n.d.                           |          | Magnolia grandiflora        | Magnolia             | 15             | 380                   | c. 1868          | Varano Borghi           | Villa Borghi                   | n.d.       | 281        |      |
| n.d.                           |          | Fagus sylvatica             | Faggio tricolore     | 22             | 380                   | c. 1868          | Varano Borghi           | Villa Borghi                   | n.d.       | 281        |      |
| n.d.                           |          | Cupressus cashmeriana Royle | Cipresso del Kashmir | 30             | 540                   | c. 1804          | Varese                  | Villa Mirabello                | n.d.       | 382        |      |
| n.d.                           |          | Arbutus unedo               | Corbezzolo           | 7              | 480                   | c. 1828          | Varese                  | Villa Panza                    | n.d.       | 382        |      |
| n.d.                           |          | Sequoiadendron giganteum    | Sequoia gigante      | 30             | 520                   | c. 1812          | Varese                  | Velate                         | n.d.       | 382        |      |
| n.d.                           |          | Cedrus libani               | Cedro del Libano     | 28             | 1130                  | c. 1568          | Varese                  | Villa Mirabello                | n.d.       | 382        |      |
| n.d.                           |          | Platanus orientalis         | Platano orientale    | 32             | 570                   | c. 1792          | Varese                  | Villa Mirabello                | n.d.       | 382        |      |
| n.d.                           |          | Cedrus libani               | Cedro del Libano     | 29             | 680                   | c. 1748          | Varese                  | Ville Ponti                    | n.d.       | 382        |      |
| n.d.                           |          | Cedrus deodara              | Cedro dell'Himalaya  | 30             | 560                   | c. 1796          | Varese                  | Ville Ponti                    | n.d.       | 382        |      |
| n.d.                           |          | Quercus cerris              | Cerro                | 32             | 470                   | c. 1832          | Varese                  | Villa Panza                    | n.d.       | 382        |      |
| n.d.                           |          | Fagus sylvatica             | Faggio               | 20             | 535                   | c. 1806          | Varese                  | Villa Panza                    | n.d.       | 382        |      |
| n.d.                           |          | Fagus sylvatica             | Faggio pendulo       | 25             | 470                   | c. 1832          | Varese                  | Ville Ponti                    | n.d.       | 382        |      |
| n.d.                           |          | Cedrus libani               | Cedro del Libano     | 35             | 600                   | c. 1780          | Venegono Superiore      | Villa Caproni di Taliedo       | n.d.       | 331        |      |
| n.d.                           |          | Tsuga canadensis            | Tsuga del Canada     | 35             | 420                   | c. 1852          | Venegono Superiore      | Villa Caproni di Taliedo       | n.d.       | 331        |      |
| n.d.                           |          | Quercus coccinea            | Quercia scarlatta    | 30             | 400                   | c. 1860          | Venegono Superiore      | Villa Caproni di Taliedo       | n.d.       | 331        |      |
| n.d.                           |          | Quercus castaneaefolia      | Quercia del Caucaso  | 20             | 340                   | c. 1884          | Venegono Superiore      | Villa Caproni di Taliedo       | n.d.       | 331        |      |
| n.d.                           |          | Magnolia Grandiflora        | Magnolia             | 10             | 400                   | c. 1860          | Venegono Superiore      | Villa Caproni di Taliedo       | n.d.       | 331        |      |
| n.d.                           |          | Liquidambar styraciflua     | Liquidambar          | 40             | 380                   | c. 1868          | Venegono Superiore      | Villa Caproni di Taliedo       | n.d.       | 331        |      |
| n.d.                           |          | Cupressus lusitanica        | Cipresso messicano   | 15             | 530                   | c. 1808          | Venegono Superiore      | Villa Caproni di Taliedo       | n.d.       | 331        |      |
| n.d.                           |          | Cedrus libani               | Cedro del Libano     | 40             | 650                   | c. 1760          | Venegono Superiore      | Villa Caproni di Taliedo       | n.d.       | 331        |      |
| n.d.                           |          | Cedrus libani               | Cedro del Libano     | 40             | 740                   | c. 1724          | Venegono Superiore      | Villa Caproni di Taliedo       | n.d.       | 331        |      |
| n.d.                           |          | Populus nigra               | Pioppo nero          | n.d.           | 700                   | c. 1740          | Vizzola Ticino          | Villa Caproni (Villa Malpensa) | n.d.       | 200        |      |